# Bunker (verdedigingswerk)

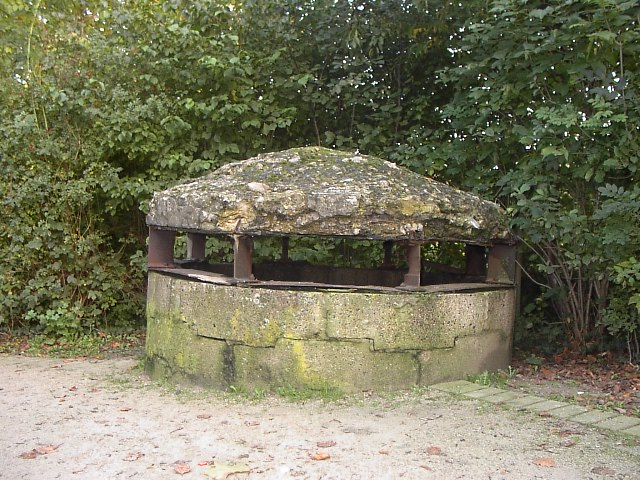
Britse WO I geschutskoepel of pillbox op vestingen bij Ieper.

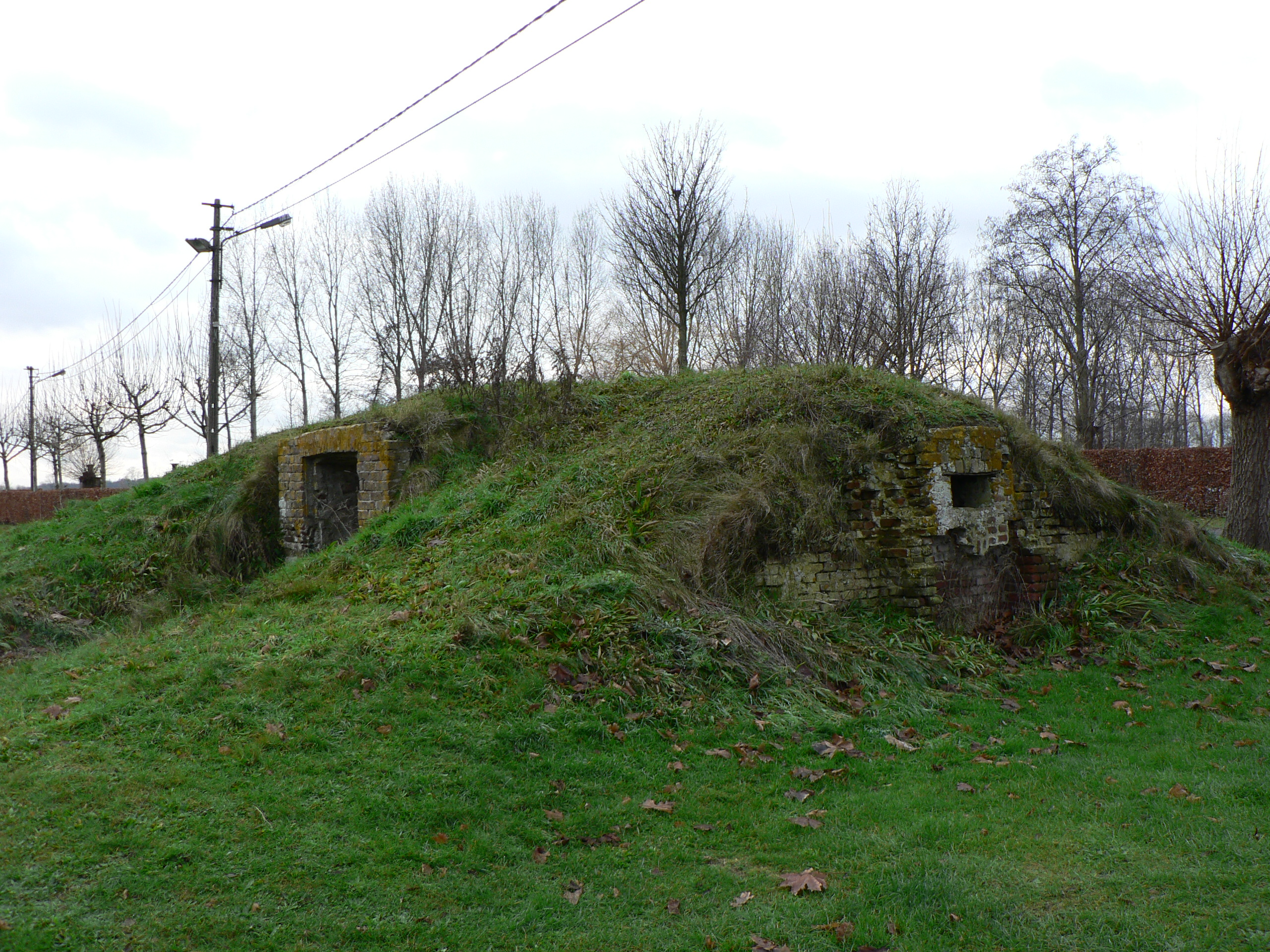
Een met grond bedekte en met gras begroeide bunker

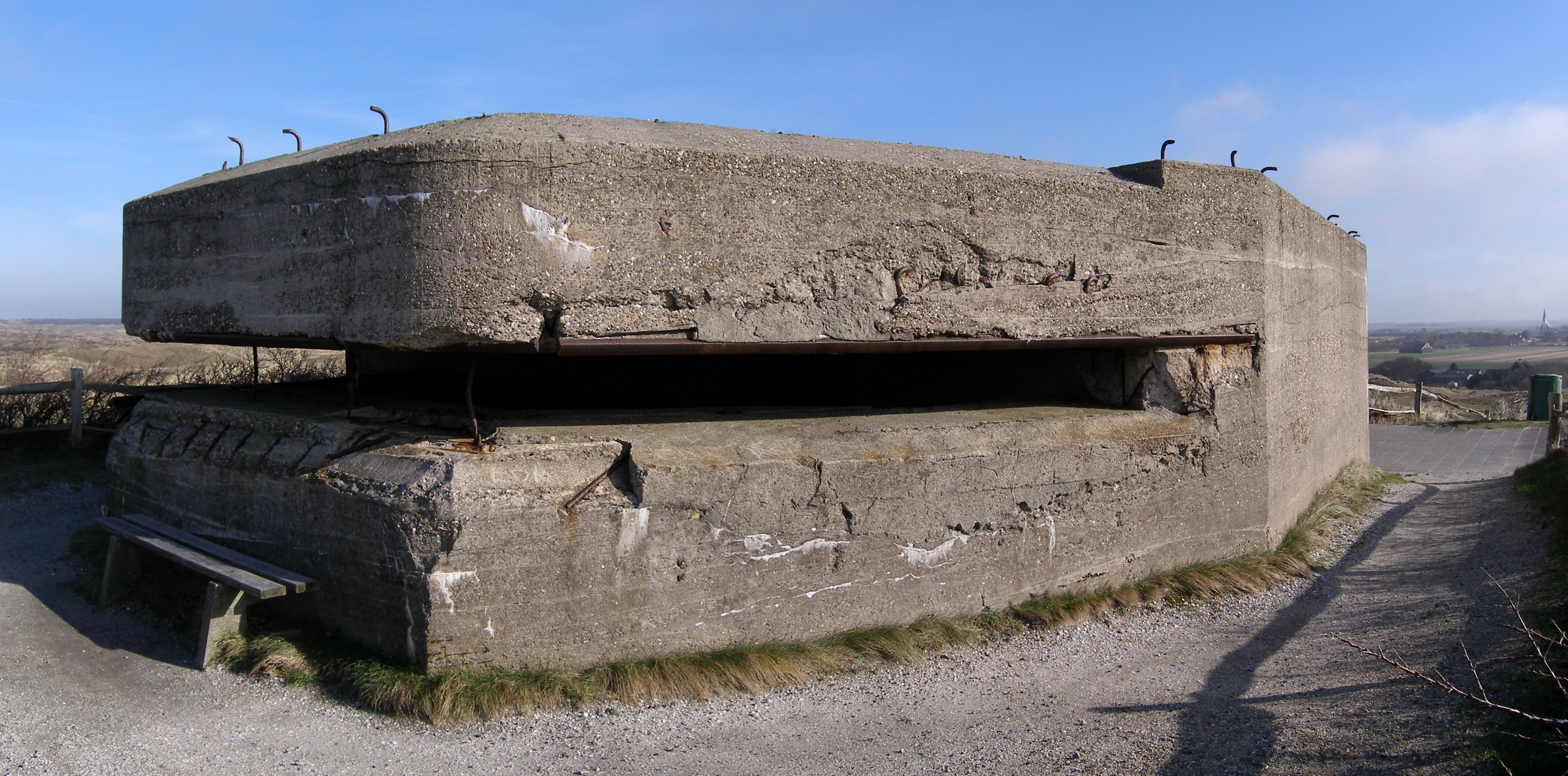
Nederlandse commandopost (1939), batterij Den Hoorn, Texel

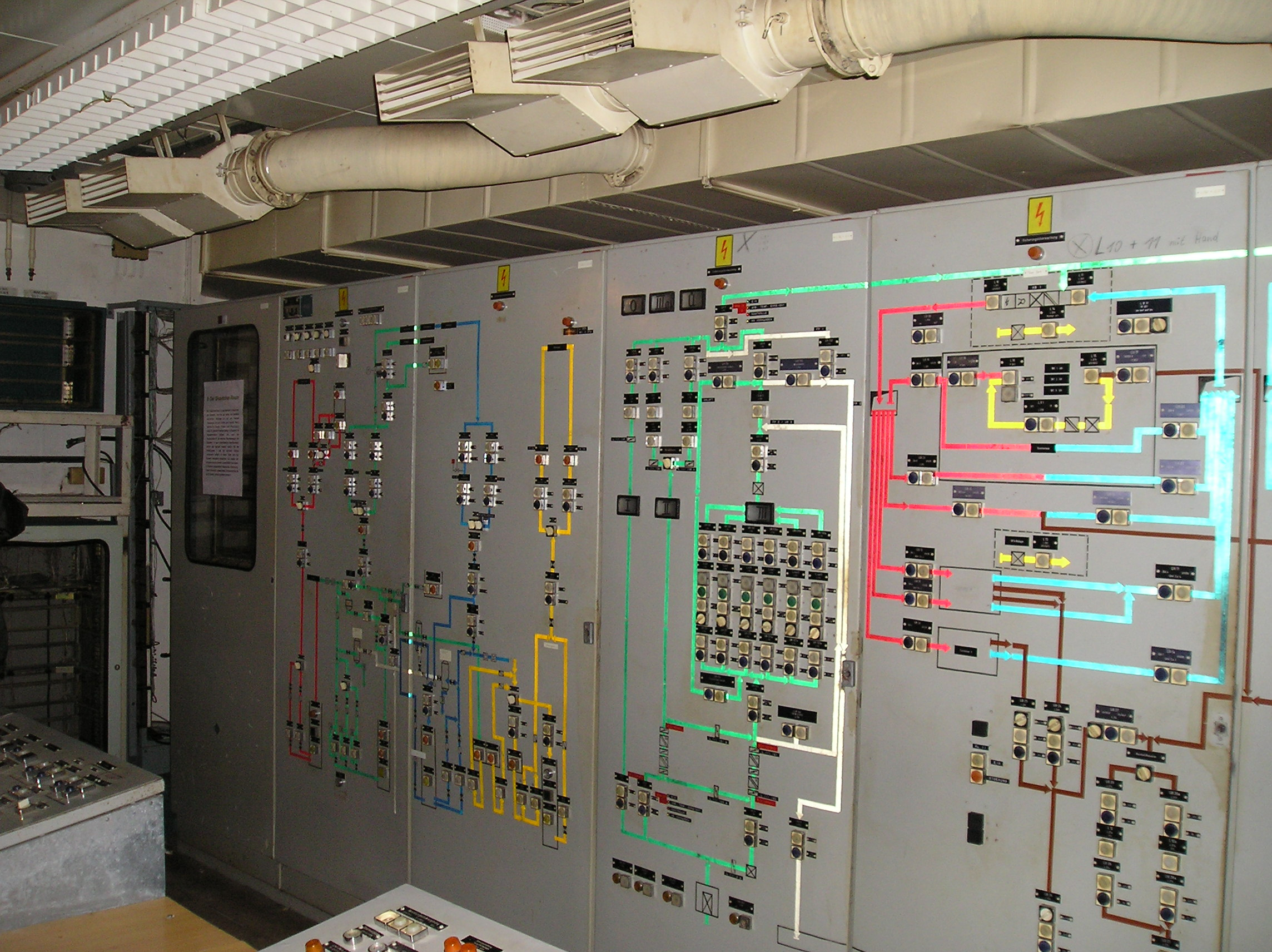
Objekt 17/5001 bunker in Prenden Duitsland

Een bunker is een militair verdedigingswerk dat een zekere mate van bescherming biedt tegen beschietingen en bombardementen.
Het betreft een overdekt zelfstandig, klein verdedigingswerk dat soms voorzien is van een schuilkelder. Bunkers hebben meestal een enkelvoudige functie zoals geschutsopstelling, commandopost of schuilplaats. Het merendeel van de bunkers werd gebouwd van hout of baksteen, al dan niet versterkt met beton. De term bunker komt uit het Engels (ook het Duitse gelijkluidende woord) en werd voor het eerst in Nederland gebruikt in de Tweede Wereldoorlog. Eerder werd de term kazemat gehanteerd.

## Atlantikwall
Bunkers zijn vooral bekend als de grote massieve gevaarten van gewapend beton die deel uitmaakten van de Duitse Atlantikwall. Ze zijn uitgevoerd met muren en daken van 2 tot 3,5 meter dik. 
De kleinste Duitse betonnen bunker uit de Tweede Wereldoorlog werd Tobruk genoemd. Het is feitelijk niet meer dan een betonnen schuttersput met een klein verblijf eraan vast. Deze bunker komt nagenoeg in alle gebieden voor die door de Wehrmacht bezet zijn geweest.

## Atoomschuilkelders
Na de Tweede Wereldoorlog gebouwde bunkers hadden voornamelijk tot doel bescherming te bieden bij een nucleaire aanval. Tegen bombardementen met moderne bommen zouden bunkers niet bestand zijn. De muren en daken van de bunkers uit de Koude Oorlog zijn daarom lang niet zo dik als die van de rotsvaste bunkers uit de oorlog. In de schuilkelders werden vooral bestuursorganisaties gehuisvest, zoals de regering en provinciebesturen. De bunkers waren uitgerust met voorzieningen als een generator en luchtzuivering om een kernaanval te overleven.

## Musea
In Nederland zijn zo'n 10.000 bunkers gebouwd, nog maar een fractie daarvan is zichtbaar aanwezig. In de Basisregistratie Grootschalige Topografie stonden per 1 oktober 2017 1586 bouwwerken als bunker geregistreerd.
In een aantal bunkers is een museum ingericht. In Nederland bestaan onder andere het Bunkermuseum Schlei in Schiermonnikoog, Bunker Museum Terschelling, Bunker Museum IJmuiden, het Atlantikwall Museum Noordwijk, het Atlantikwall-museum in Hoek van Holland en het Atlantikwall Museum Scheveningen.

## Vleermuizen
Bunkers zijn vaak in trek bij diverse soorten vleermuizen als slaapplaats of overwinteringsplaats. Dit is onder meer het geval bij de Vleermuisbunker aan de Wassenaarse Slag in Wassenaar. De Vleermuisbunker (tijdens de Duitse bezetting Stelling Wassenaar D) is een complex van vijfentwintig bunkers die deel uitmaakten van de Atlantikwall. Het complex is een reservaat voor vleermuizen en heeft sinds 2014 de status van gemeentelijk monument. Het is in de zomermaanden (op zaterdagen in juni, juli en augustus) toegankelijk voor het publiek.

## Bekende bunkers
- Diogenesbunker (Schaarsbergen)
- Bunkercomplex Overvoorde (Rijswijk)
- Bunker van Seyss-Inquart (Wassenaar) (Wassenaar)
- Bunker van Seyss-Inquart (Apeldoorn) (Apeldoorn)
- Vleermuisbunker (Wassenaar)
- Blaskowitzbunker (Hilversum)
- Commandobunker van Kemmel (België)
- Führerbunker (Duitsland)